# مؤسسه بتن آمریکا
موسسه بتن آمریکا (به انگلیسی: American Concrete Institute) که به اختصار اِی‌سی‌آی گفته می‌شود یکی از معتبرترین موسسات علمی تکنیکی جهانی است. این مؤسسه در سال ۱۹۰۴ در آمریکا تأسیس شد. مؤسسه مذکور با هدف آموزش و یادگیری دانش مهندسی، تحقیقات علمی، پژوهش و توسعه استانداردهای طراحی و اجرای سازه‌های بتنی، بتنی مسلح، مواد و مصالح مربوطه در سطح جهان فعالیت می‌کند. که با مرور زمان با کوشش‌های علمی و آموزشی فراوان و مؤثر مورد توجه جوامع مهندسی عمران در کشورهای مختلف جهان قرار گرفته‌است. هم‌اکنون مؤسسه بین‌المللی بتن آمریکا (ACI) بیش از ۱۰۸ شاخه در سراسر دنیا دارد و در راستای ترویج علم هر ماه اقدام به انتشار نشریات و خبرنامه‌ها و ژورنال‌های علمی پژوهشی گوناگون می‌نماید. همچنین هر ساله در آمریکا اقدام به برگزاری دو همایش سالیانه (بهاره، پائیزه)، مسابقات دانشجویی، کنفرانس‌های علمی بین‌المللی و میزگردهای منطقه‌ای در سطح جهان می‌نماید.
موسسه بین‌المللی بتن آمریکا (ACI) – شاخه ایران در راستای ارتقای سطح دانش فنی، تئوری و کاربردی جامعه مهندسی عمران کشور، ترویج و تدوین استانداردهای طراحی، اجرا و نگهداری سازه‌های بتنی، بتن مسلح و آموزش دست اندرکاران بتن فعالیت می‌نماید؛ این شاخه با تدوین برنامه‌های مناسب و اجرای آن‌ها موفق گردیده تا سهم بسزایی در تحولات کیفی سازمان و اجرای مهندسی عمران و بالاخص بتن در کشور ایفا نماید. حجم فعالیت‌های گسترده مؤسسه به اندازه‌ای بوده‌است که این شاخه طی ۸ سال متوالی (۲۰۰۰ الی ۲۰۰۸) از میان ۱۰۸ شاخه فعال در جهان به عنوان شاخه برجسته (Excellent Chapter) مؤسسه بین‌المللی بتن آمریکا (ACI) برگزیده شد که منجر به دریافت مدال بر جسته مؤسسه بین‌المللی بتن آمریکا (ACI) گردید که به عنوان مقامی در جهان، متمایز و پرافتخار باقی مانده‌است.